# Peter Latham
Peter David Latham (nascido em 8 de janeiro de 1984) é um ciclista neozelandês de ciclismo de pista. Competiu nos Jogos Olímpicos de Verão de 2004 em Atenas, onde a Nova Zelândia terminou em décimo na perseguição por equipes de 4 km.